# 구스타프 클림트
구스타프 클림트(독일어: Gustav Klimt, 1862년 7월 14일 ~ 1918년 2월 6일)는 오스트리아의 상징주의 화가이자 빈 분리파 운동의 주요 회원이다.
클림트는 회화, 벽화, 스케치 등의 작품을 남겼다. 작품의 주요 주제는 여성의 신체로, 그의 작품은 노골적인 에로티시즘으로 유명하다.
1897년 ‘빈 분리파’를 결성하여 반(反) 아카데미즘 운동을 하였다. 1906년에는 ‘오스트리아 화가 연맹’을 결성하여 전시 활동을 시작하였다. 클림트는 빈 아르누보 운동에 있어서, 가장 두드러진 미술가 중 하나였다. 한국에서는 '유디트', '베토벤 프리즈'를 비롯한 200여점이 예술의 전당 한가람미술관에서 2009년 2월 ~ 5월 간 전시되었다.

## 주요 작품

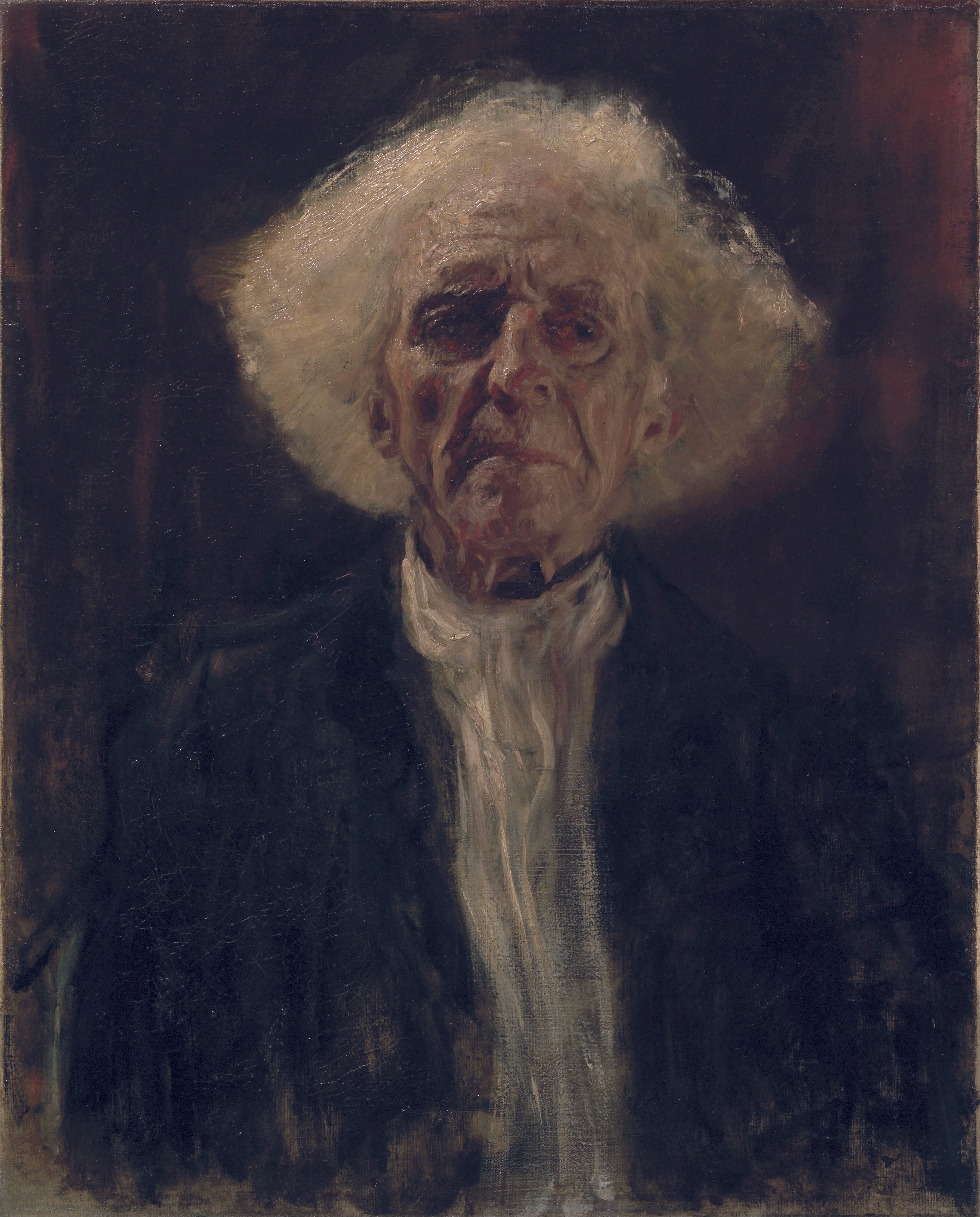
《맹인Der Blinde》 (1896)
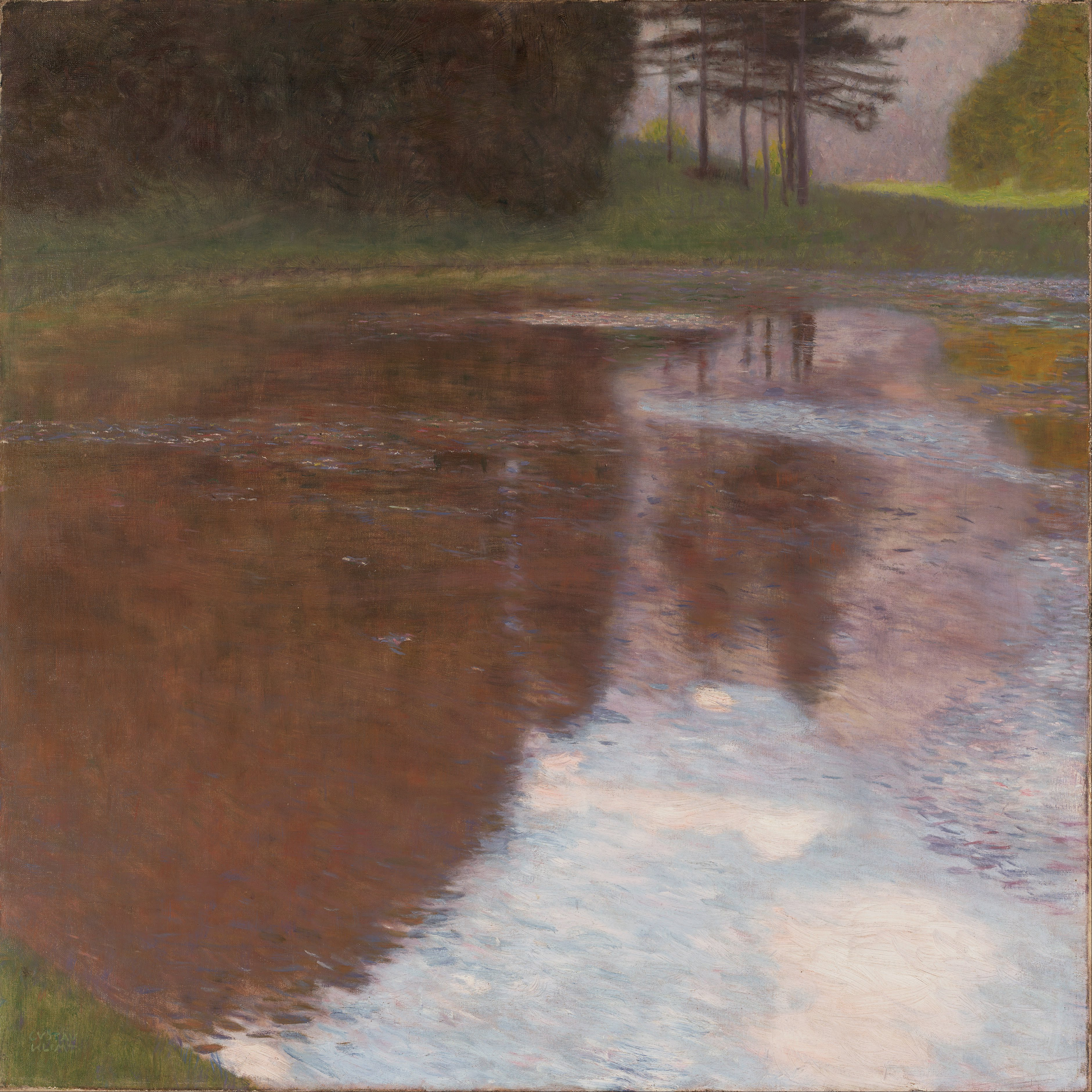
《조용한 호수Stiller Weiher (Egelsee bei Golling, Salzburg)》 (1899)
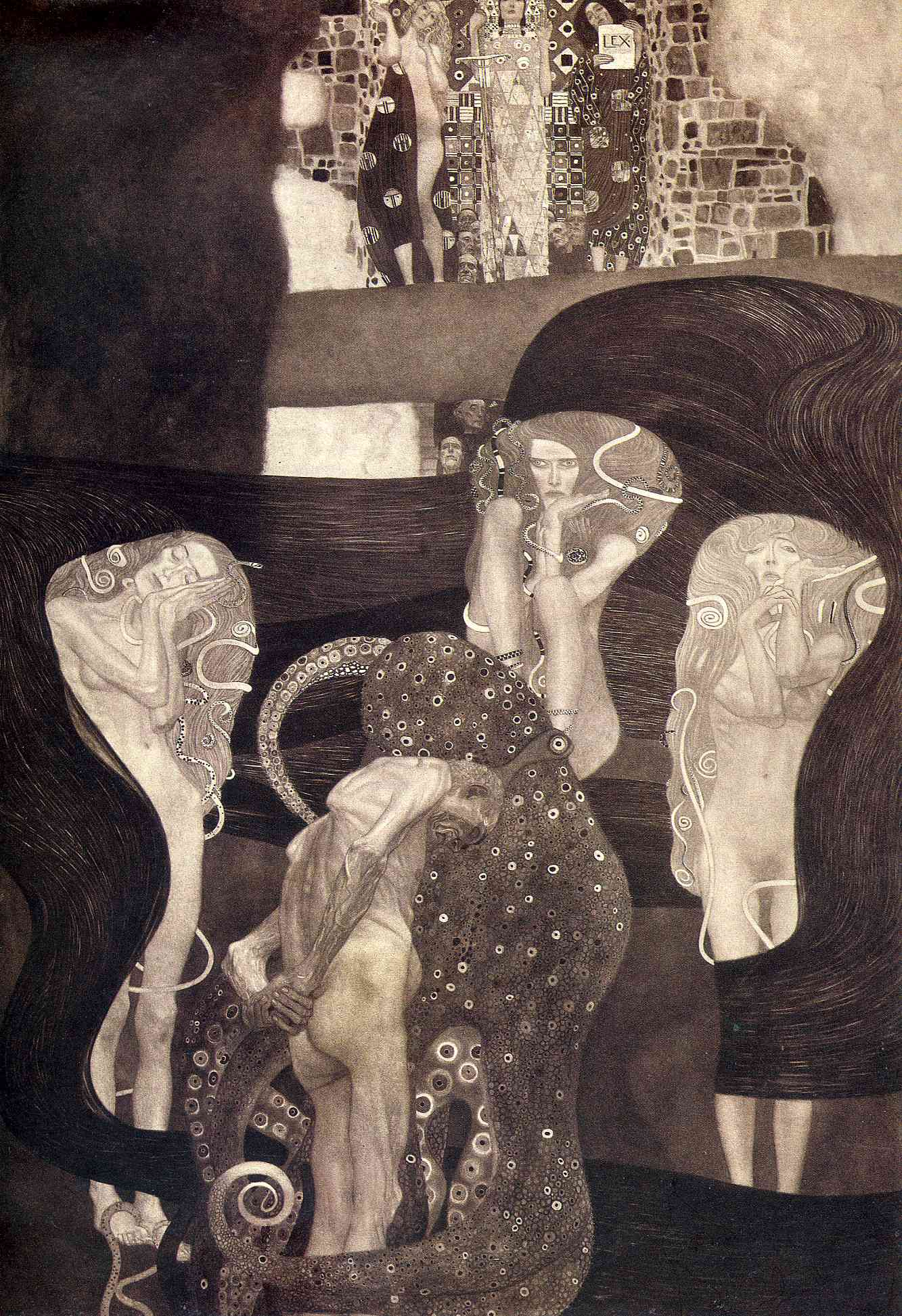
《법학Jurisprudence》 (1899–1907), 1945년 파괴
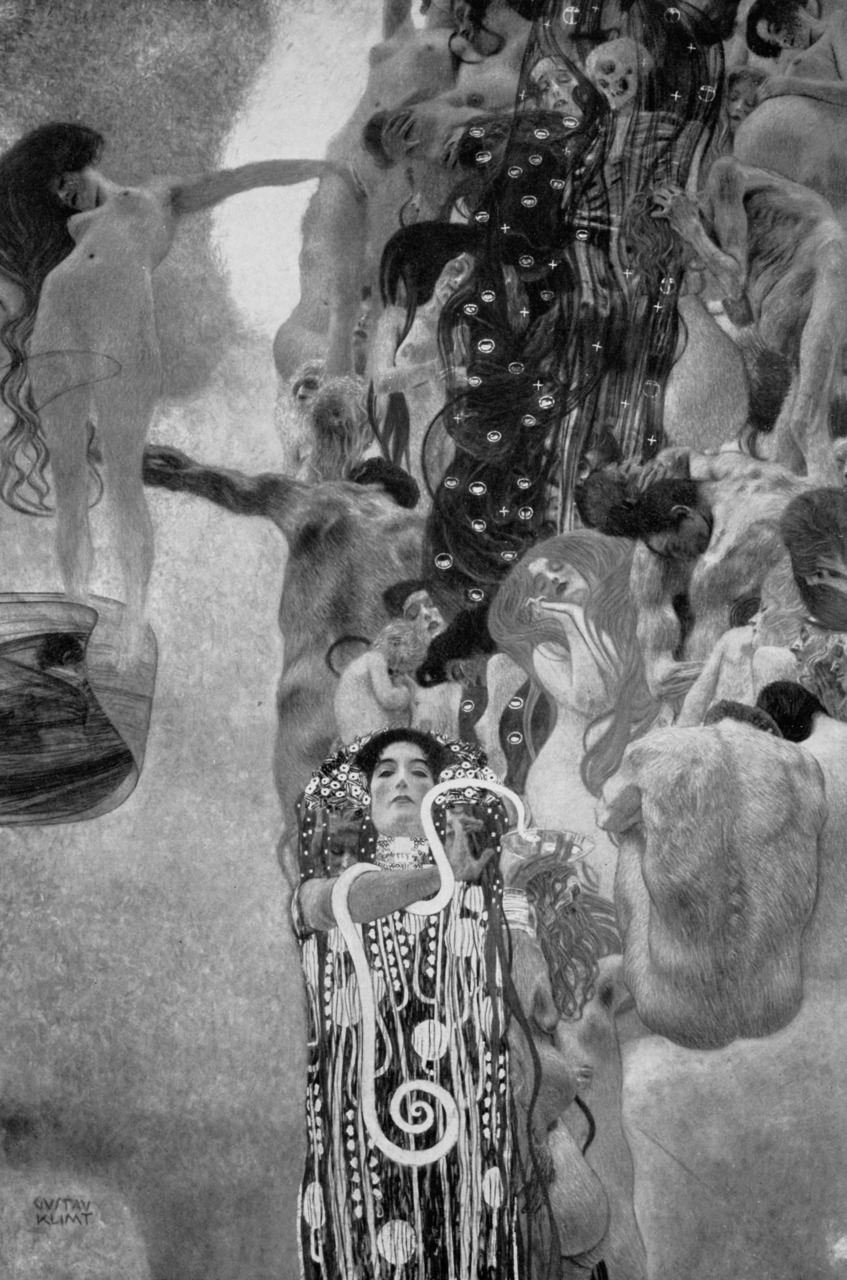
《법학Medicine》 (1899–1907), 1945년 파괴
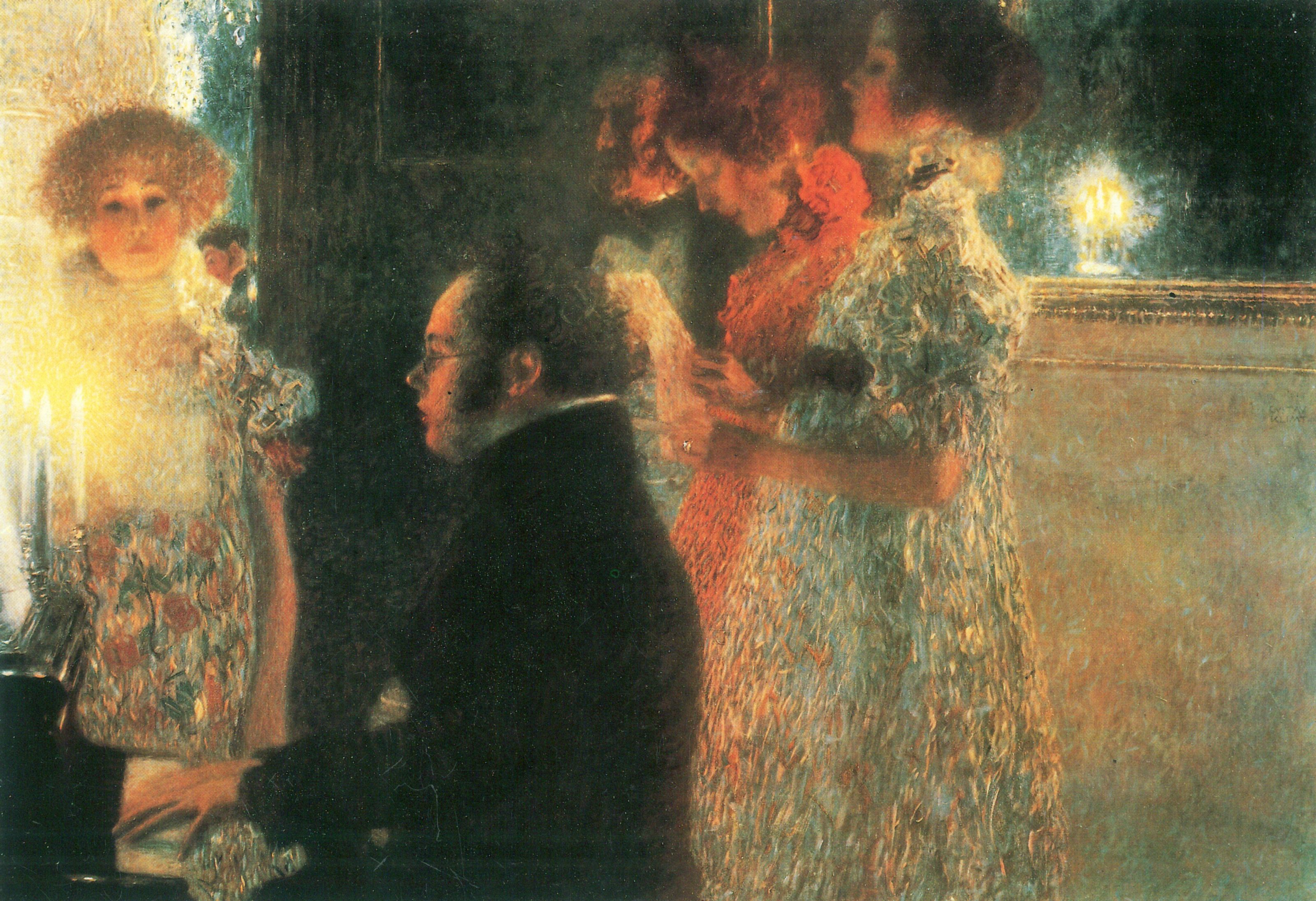
《피아노 앞의 슈베르트Schubert am Klavier》 (1899), 1945년 파괴
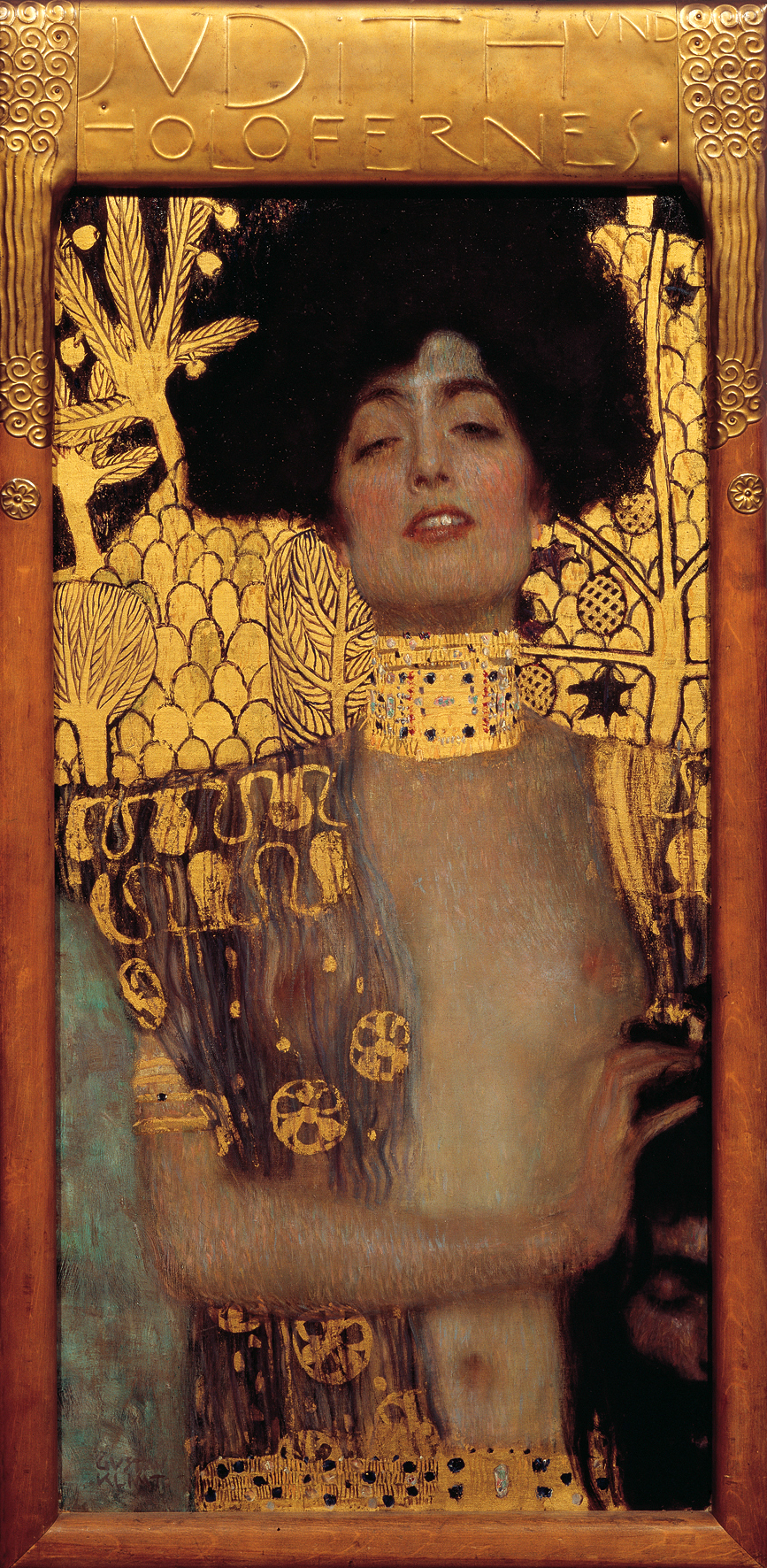
《유디트》 (1901)
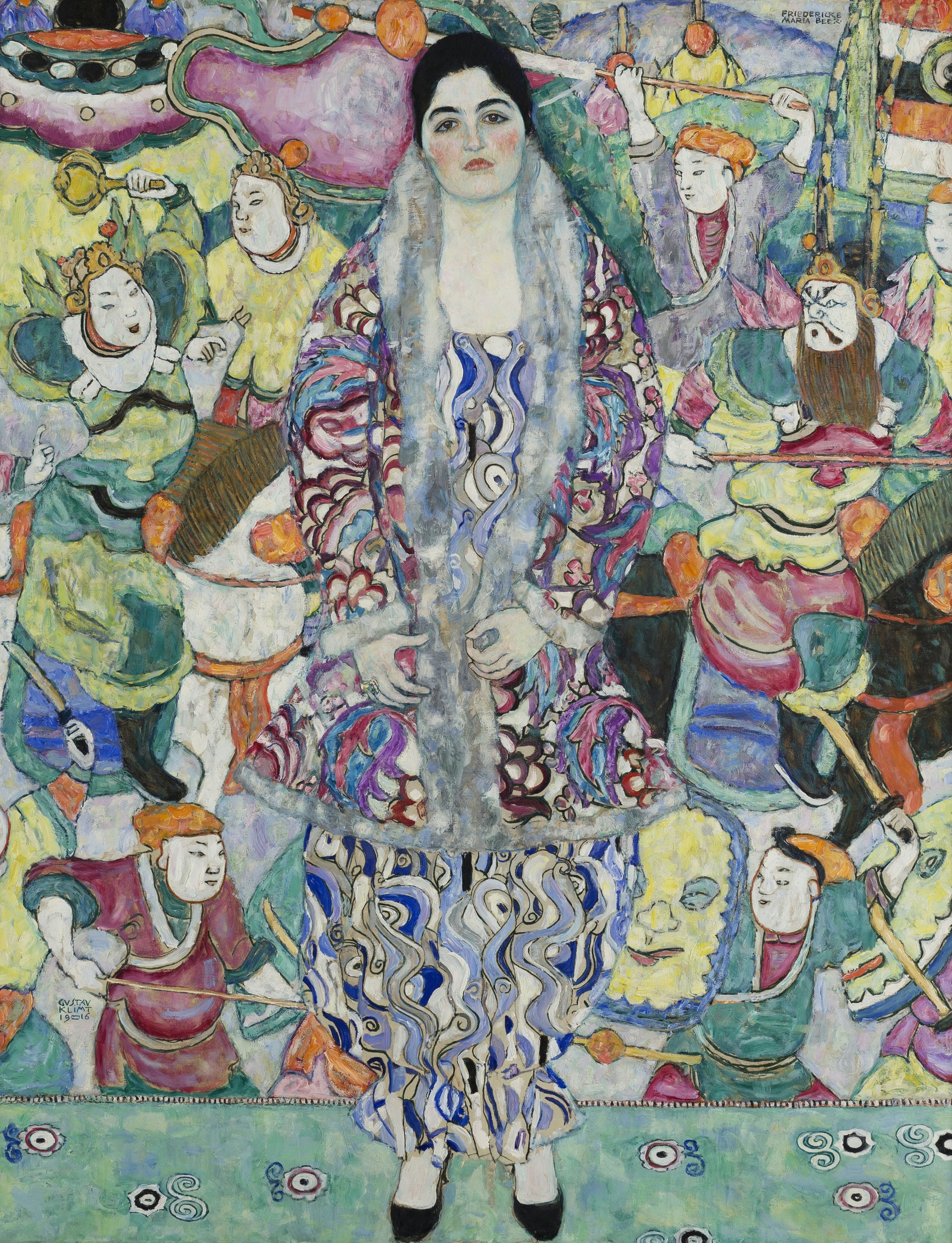
《프리데리케 마리아 베어의 초상》(1916년)
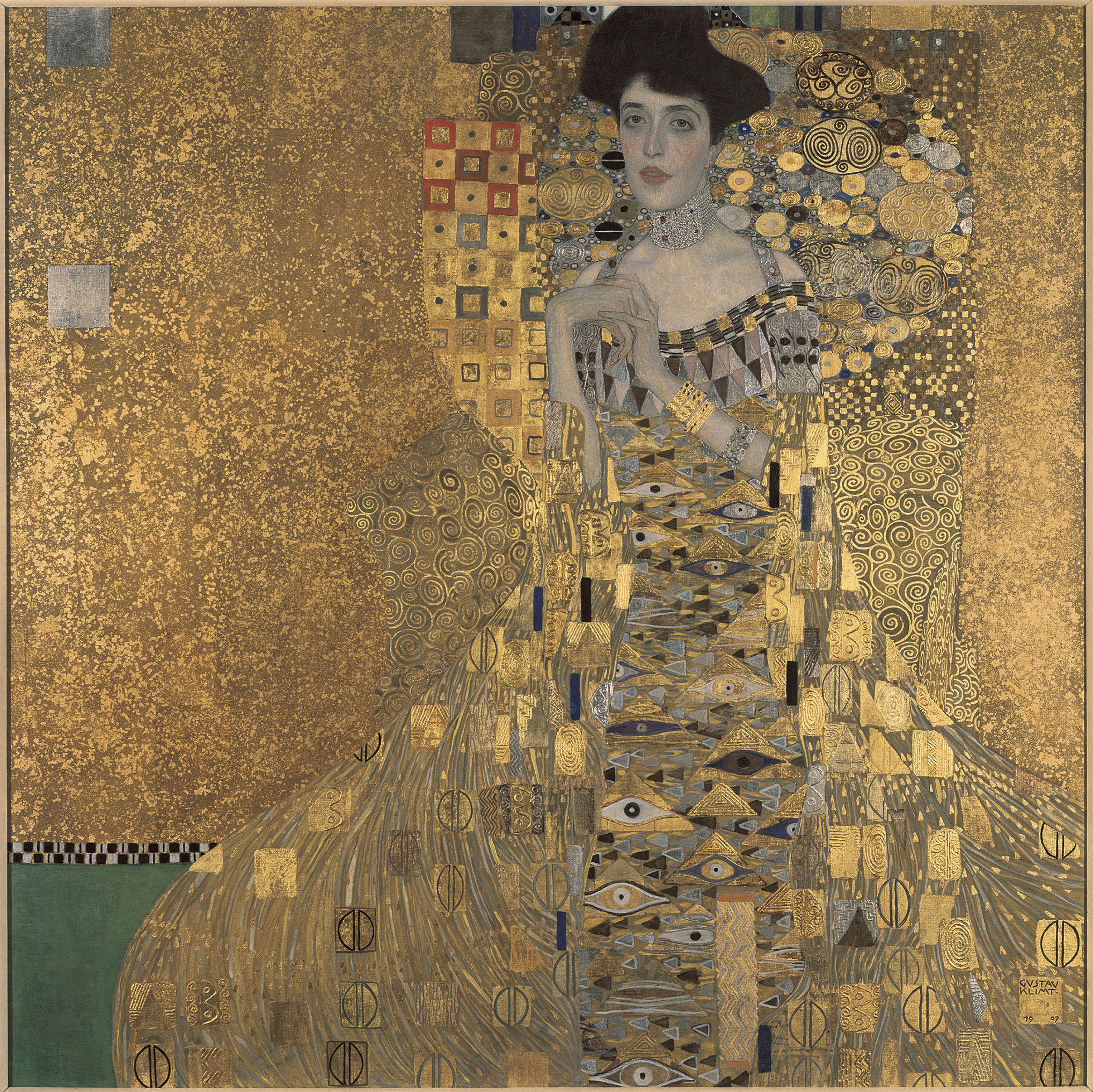
《아델르 블로흐-바우어의 초상》(1903-1907)
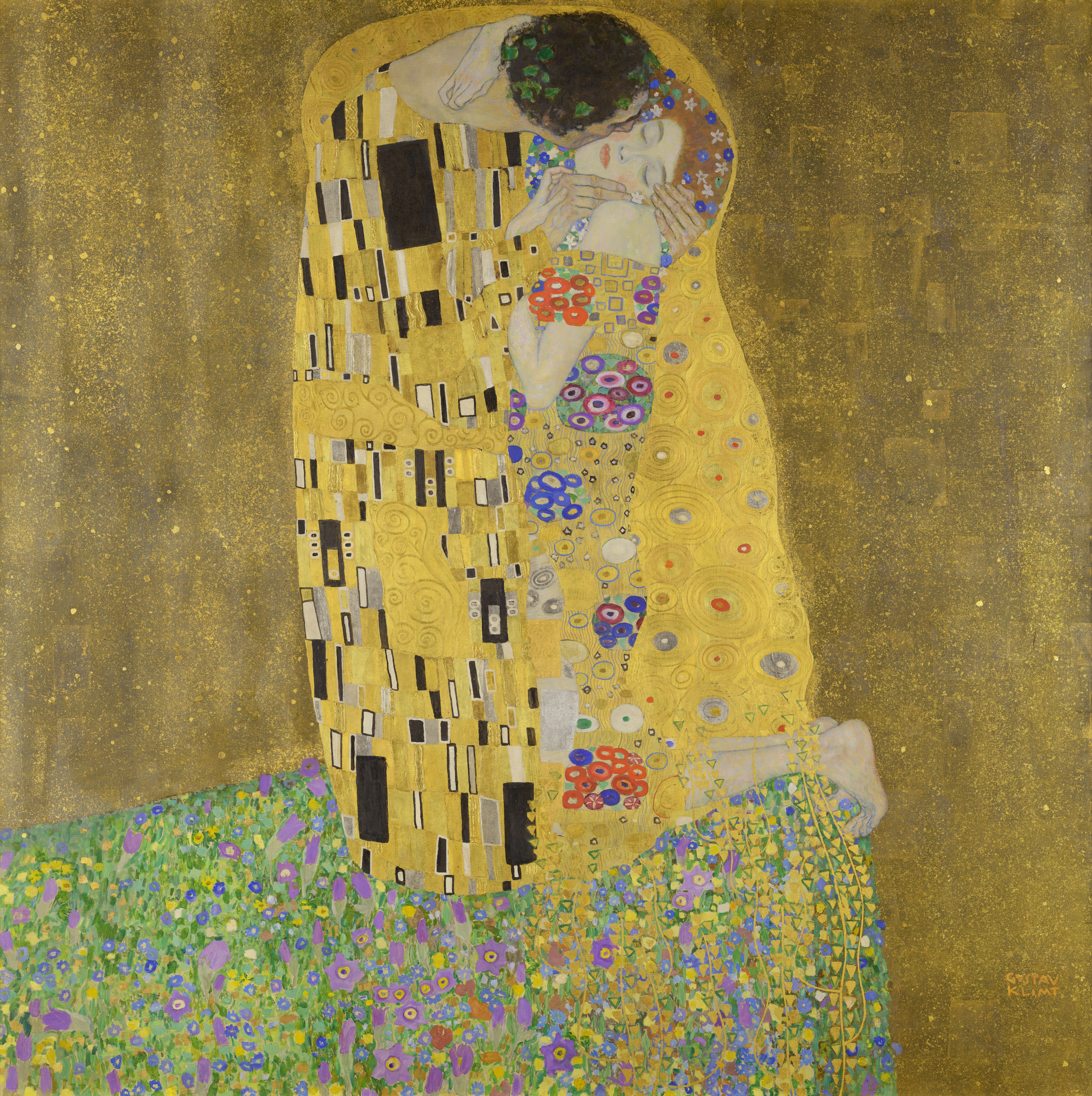
《키스》(1907-1908)

## 참고 문헌
- Fliedl, Gottfried (1994), Gustav Klimt 1862–1918 The World in Female Form, Benedikt Taschen.d
- Kinsella, Eileen (January 2007), "Gold Rush", Artnews.
- O'Connor, Anne-Marie (2012). The Lady in Gold, The Extraordinary Tale of Gustav Klimt's Masterpiece, Portrait of Adele Bloch-Bauer, Alfred A. Knopf, New York, ISBN 0-307-26564-1.
- Sabarsky, Serge (1983), Gustav Klimt: Drawings, et al, Moyer Bell, ISBN 0-918825-19-9.
- Whitford, Frank (1990), Klimt, Thames and Hudson.

## 같이 보기
- 아르누보